# Plectris fuscula
Plectris fuscula är en skalbaggsart som beskrevs av Moser 1918. Plectris fuscula ingår i släktet Plectris och familjen Melolonthidae. Inga underarter finns listade i Catalogue of Life.